# I cassamortari
I cassamortari è un film italiano del 2022 diretto da Claudio Amendola.

## Trama
Dopo la morte del padre, la famiglia Pasti si ritroverà in grandi difficoltà a gestire la propria impresa di agenzie funebri che lavora da generazioni.
Oltre a dover affrontare la concorrenza, i figli scoprono che il padre ha lasciato un enorme debito arretrato di decenni per mancato versamento dell'IVA. Per pagare i debiti, i Pasti puntano tutto sul funerale del celebre cantante rock Gabriele Arcangelo (Piero Pelù), deceduto accidentalmente. 
Con la vedova e la giovanissima figlia Celeste, i Pasti siglano un accordo per il servizio, onde ripagare i debiti, ma presto le richieste bizzarre della vedova e di Celeste, per lucrare sulla morte del cantante (dirette live al funerale, uno spettacolo di "resurrezione" per beneficenza), inducono i Pasti ad agire contro i loro stessi piani, scoprendo di avere una coscienza oltre che la freddezza del... "cassamortaro".

## Distribuzione
Il film è stato distribuito sulla piattaforma Amazon Prime Video a partire dal 24 marzo 2022.

## Sequel
Ari-cassamortari è il sequel diretto di nuovo da Claudio Amendola.
Il film è stato distribuito sulla piattaforma Amazon Prime Video a partire dal 23 settembre 2024.